# 1897年组织法
《1897年森林局管理组织法》（英語：Forest Service Organic Administration Act of 1897）为美国自然保护区的管理提供了立法基础，也因此常常被简称为《组织法》。该法的全称为《1897年民事杂项拨款法案》（Sundry Civil Appropriations Act of 1897），1897年6月4日由美国总统威廉·麦金莱签署。